# エスタディオ・ロベルト・クレメンテ・ウォーカー

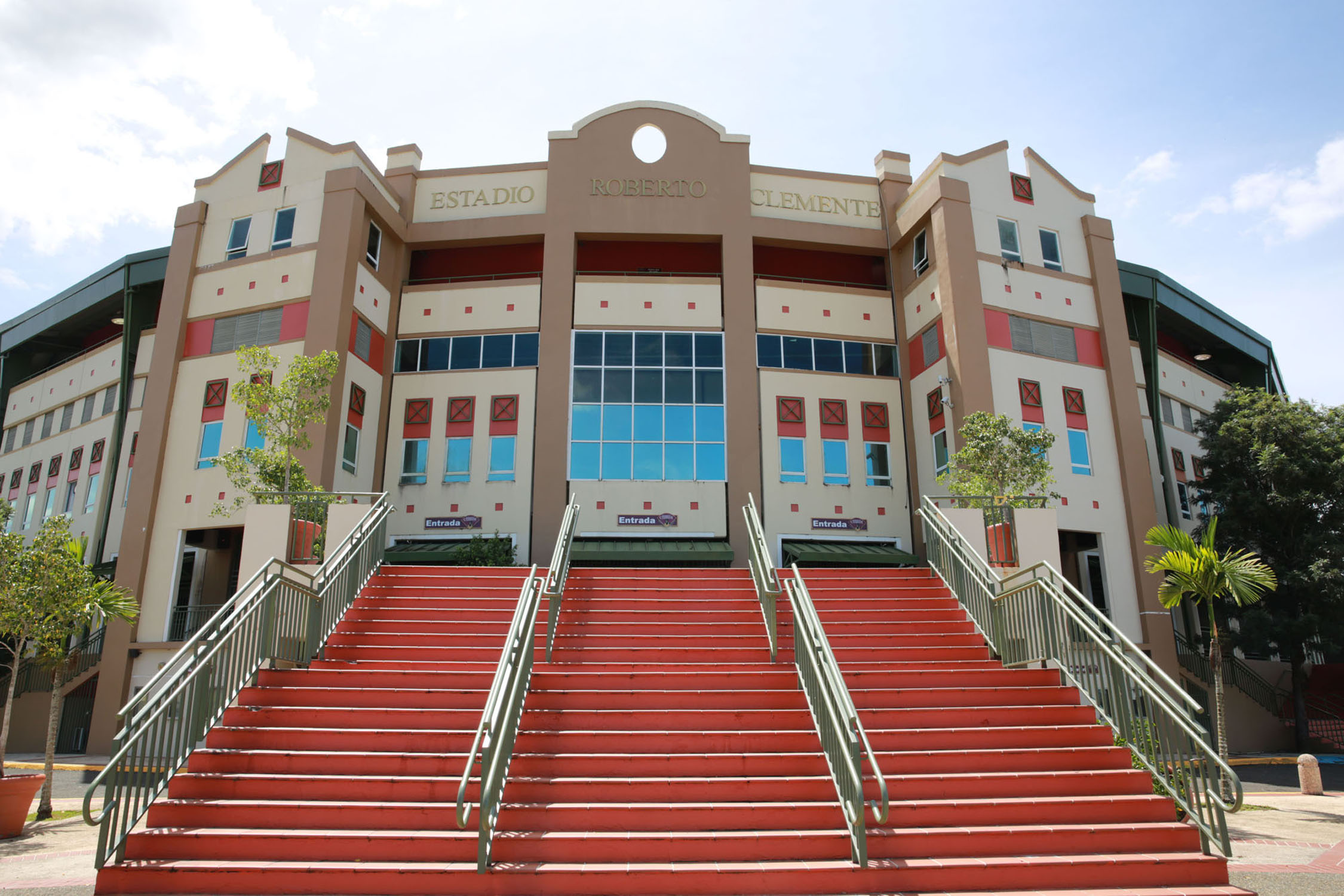

エスタディオ・ロベルト・クレメンテ・ウォーカー（西: Estadio Roberto Clemente Walker、英: Roberto Clemente Walker Stadium）は、プエルトリコのカロリーナにあるスタジアム。2000年に開場した。収容人数は12,500人。
主に野球に使用されており、リーガ・デ・ベイスボル・プロフェシオナル・デ・プエルトリコのヒガンテス・デ・カロリーナが本拠地にしている。また、カリビアンシリーズも2度（2003年、2007年）当球場で開催されている。フィールドは人工芝。
スタジアム名にはカロリーナ出身の元メジャーリーガーロベルト・クレメンテの名を冠した。